# Уст Уда
Уст Уда (на руски: Усть-Уда) е посьолок в южната част на Сибир в Русия, административен център на Устудински район в Иркутска област. Населението му е около 5 100 души (2018).
Разположен е на 420 метра надморска височина на Средносибирското плато, на десния бряг на река Ангара и на 220 километра северозападно от Иркутск. Селището е създадено през 1962 година за настаняване на изселените при изграждането на Братското водохранилище и получава името на залято от язовира близко село.

## Известни личности
Родени в Уст Уда
- Валентин Распутин (1937 – 2015), писател